# Zniszczenie mienia

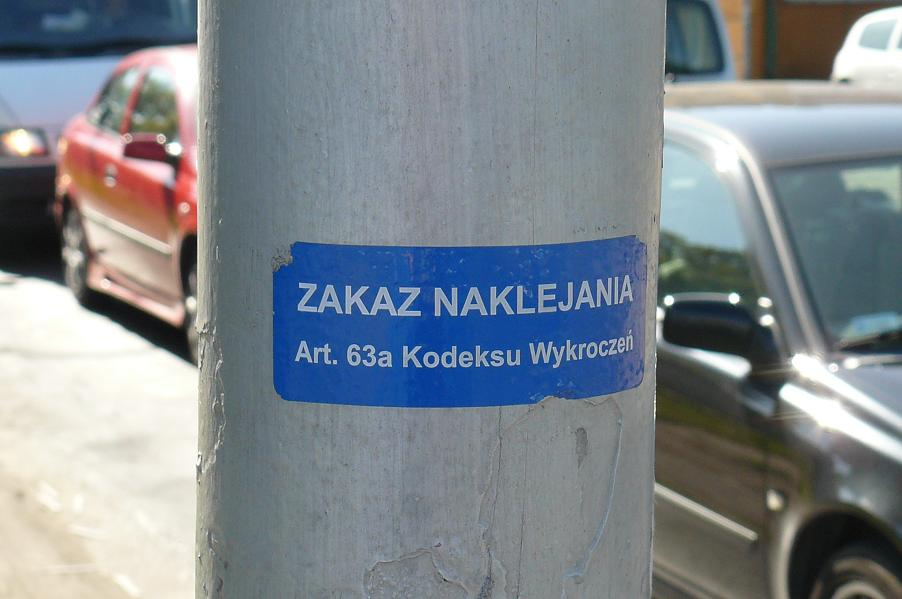
Naklejka na słupie sygnalizacji świetlnej w Poznaniu z informacją o art. 63a k.w.

Zniszczenie mienia (rzeczy) – czyn zabroniony przez art. 288 k.k. i art. 124 k.w. polegający na niszczeniu cudzej rzeczy, uszkodzeniu jej lub uczynieniu niezdatną do użytku. Pod pojęciem uszkodzenia rozumie się każde naruszenie materii rzeczy, natomiast uczynienie rzeczy niezdatną do użytku to pozbawienie jej w całości lub w części dotychczasowych cech użytkowych bez powodowania uszkodzeń (np. wetknięcie metalowego pręta w tryby maszyny).
Przestępstwo popełnia również ten, kto przerywa lub uszkadza kabel podmorski, albo narusza przepisy obowiązujące przy jego zakładaniu lub naprawie. Ten typ przestępstwa jest określony w tym samym artykule kodeksu karnego co zniszczenie rzeczy, jednak w istocie jest to odrębne przestępstwo.
Jeżeli wysokość wyrządzonej szkody nie przekracza 800 złotych (od 2018 do 2023 r. 500 złotych, od 2013 do 2018 r. 1/4 minimalnego wynagrodzenia, od 1998 do 2013 r. 250 złotych, natomiast od 1972 do 1998 r. 500 złotych), sprawca odpowiada za wykroczenie z art. 124 k.w. Granica ta jest niezależna od wartości całej rzeczy. Co więcej wysokość szkody może przewyższać tę wartość, ponieważ wlicza się do niej nie tylko wysokość szkody spowodowanej samym uszkodzeniem lub zniszczeniem rzeczy, ale także zyski, które w wyniku uszkodzenia rzeczy utracił pokrzywdzony (np. jeżeli uszkodzono taksówkę, szkodę stanowi nie tylko sama strata wartości samochodu, lecz także zarobek, którego w wyniku uszkodzenia nie uzyskał taksówkarz).
Typ kwalifikowany dotyczy mienia znacznej wartości i dobra o szczególnym znaczeniu dla kultury, a uprzywilejowany – wypadku mniejszej wagi. W pierwszym przypadku sprawca podlega karze pozbawienia wolności od roku do lat 10, natomiast w drugim – grzywnie, karze ograniczenia wolności albo pozbawienia wolności do roku.
Umieszczanie napisów, rysunków lub naklejek w miejscu do tego nieprzeznaczonym wyjątkowo tylko może stanowić uszkodzenie lub zniszczenie rzeczy, a to wtedy, gdy usunięcie skutków tych działań wiązałoby się z naruszeniem substancji materialnej rzeczy. Zazwyczaj jednak zachowania takie wypełniają jedynie znamiona odrębnego wykroczenia opisanego w art. 63a k.w.
Opisane czyny zabronione obejmują także zwierzęta (o ile nie stanowią własności sprawcy), mimo że polskie prawo nie kwalifikuje ich jako rzeczy. Jednocześnie możliwa jest odpowiedzialność za bezprawne zabicie zwierzęcia lub znęcanie się nad nim, w tym ze szczególnym okrucieństwem (art. 35 ust. 1-2 ustawy o ochronie zwierząt). Oba ww. czyny są występkami bez względu na wartość zwierzęcia.
Nieumyślne zniszczenie mienia, uszkodzenie lub uczynienie rzeczy (zwierzęcia) niezdatnej do użytku nie jest ani przestępstwem, ani wykroczeniem, chyba że jednocześnie wyczerpane zostaną znamiona innego czynu zabronionego (np. sprowadzenie katastrofy w komunikacji, sprowadzenie zdarzenia powszechnie niebezpiecznego, niszczenie lub uszkodzenie zabytku). Stanowi wyłącznie delikt cywilny (art. 415 k.c.).